# Meillerie
Meillerie – miejscowość i gmina we Francji, w regionie Owernia-Rodan-Alpy, w departamencie Górna Sabaudia.
Według danych na rok 1990 gminę zamieszkiwało 305 osób, a gęstość zaludnienia wynosiła 78 osób/km² (wśród 2880 gmin regionu Rodan-Alpy Meillerie plasuje się na 1324. miejscu pod względem liczby ludności, natomiast pod względem powierzchni na miejscu 1592.).